# Ecstasy (album Lou Reeda)
Ecstasy – dziewiętnasty album Lou Reeda wydany 4 kwietnia 2000 przez wytwórnię Reprise Records. Nagrań dokonano w Sear Sound Studios (Nowy Jork). Jest to album koncepcyjny, na którym Reed porusza temat swojego małżeństwa.

## Lista utworów
1. "Paranoia Key of E" (L. Reed) – 4:28
2. "Mystic Child" (L. Reed) – 5:01
3. "Mad" (L. Reed) – 4:29
4. "Ecstasy" (L. Reed) – 4:25
5. "Modern Dance" (L. Reed) – 4:09
6. "Tatters" (L. Reed) – 5:55
7. "Future Farmers of America" (L. Reed) – 3:01
8. "Turning Time Around" (L. Reed) – 4:21
9. "White Prism" (L. Reed) – 4:00
10. "Rock Minuet" (L. Reed) – 6:56
11. "Baton Rouge" (L. Reed) – 4:54
12. "Like a Possum" (L. Reed) – 18:03
13. "Rouge" (L. Reed) – 1:00
14. "Big Sky" (L. Reed) – 6:32

## Skład
- Lou Reed – śpiew, gitara, instr. perkusyjne w "White Prism"
- Mike Rathke – gitara
- Fernando Saunders – gitara basowa, śpiew wspierający
- Tony "Thunder" Smith – perkusja, instr. perkusyjne, śpiew wspierający
- Don Alias – instr. perkusyjne w "Ecstasy"
- Laurie Anderson – skrzypce elektryczne w "White Prism", "Rouge" i "Rock Minuet"
- Steven Bernstein – trąbka, aranżacja instrumentów dętych
- Doug Wieselman – saksofon tenorowy, saksofon barytonowy
- Paul Shapiro – saksofon tenorowy
- Jane Scarpantoni – wiolonczela